# NHL 12
NHL 12 — 21-я игра серии NHL от разработчиков EA Canada и издателей EA Sports в жанре хоккейного симулятора, разработана для консолей седьмого поколения PlayStation 3 и Xbox 360. Анонсирована 22 июня 2011 года, а дата выхода намечалась на 9 сентября 2011 года. В сравнении с предыдущими версиями серии улучшен игровой движок, а также режим «профи». Помимо этого, пользователи, которые предварительно заказали игру, могли получить пакет, который увеличивает определённые части вратаря в «профи»-режиме.
Игра предусматривает несколько режимов. В режиме «плей-офф» игроку предоставляется возможность создавать в одиночном режиме пользовательские турниры с одной из нескольких команд, представленных в игре, игрок может как и играть, так и имитировать игру, следя за своей статистикой, также можно настроить геймплей, например выбрать уровень сложности. Режим «про» — тот же режим «плей-офф», но только в нём пользователь играет за одного из игроков из своей команды. В режиме «GM» пользователю предоставляется роль менеджера команды, в качестве которого он может также покупать и продавать игроков.

## Отзывы
| Сводный рейтинг     | Сводный рейтинг | Сводный рейтинг |
| Издание             | Оценка          | Оценка          |
| Издание             | PS3             | Xbox 360        |
| ------------------- | --------------- | --------------- |
| GameRankings        | 86,75 %         | 87,77 %         |
| Metacritic          | 86/100          | 86/100          |
| Иноязычные издания  |                 |                 |
| Издание             | Оценка          | Оценка          |
| Издание             | PS3             | Xbox 360        |
| Destructoid         | N/A             | 8/10            |
| Game Informer       | 8,75/10         | 8,75/10         |
| GamePro             | [ 7 ]           | [ 7 ]           |
| GameRevolution      | A−              | A−              |
| GameSpot            | 8/10            | 8/10            |
| GameTrailers        | 9,2/10          | 9,2/10          |
| IGN                 | 8,5/10          | 8,5/10          |
| OXM                 | N/A             | 8/10            |
| The Daily Telegraph | N/A             | [ 15 ]          |
| The Digital Fix     | 8/10            | N/A             |

NHL 12 получила положительные оценки на обеих платформах. Положительную оценку получил более реалистичный геймплей и улучшенный движок, критические отзывы получил не совсем доработанный режим «GM».